# Chiesa dei Santi Sisinio, Martirio e Alessandro (Villa Lagarina)
La chiesa dei Santi Sisinio, Martirio e Alessandro, o dei Martiri Anauniesi, è una chiesa cattolica situata in località San Sisinio presso Pedersano, frazione del comune di Villa Lagarina, in provincia autonoma di Trento; è sussidiaria della parrocchiale di San Lazzaro di Pedersano e fa parte dell'arcidiocesi di Trento.

## Storia

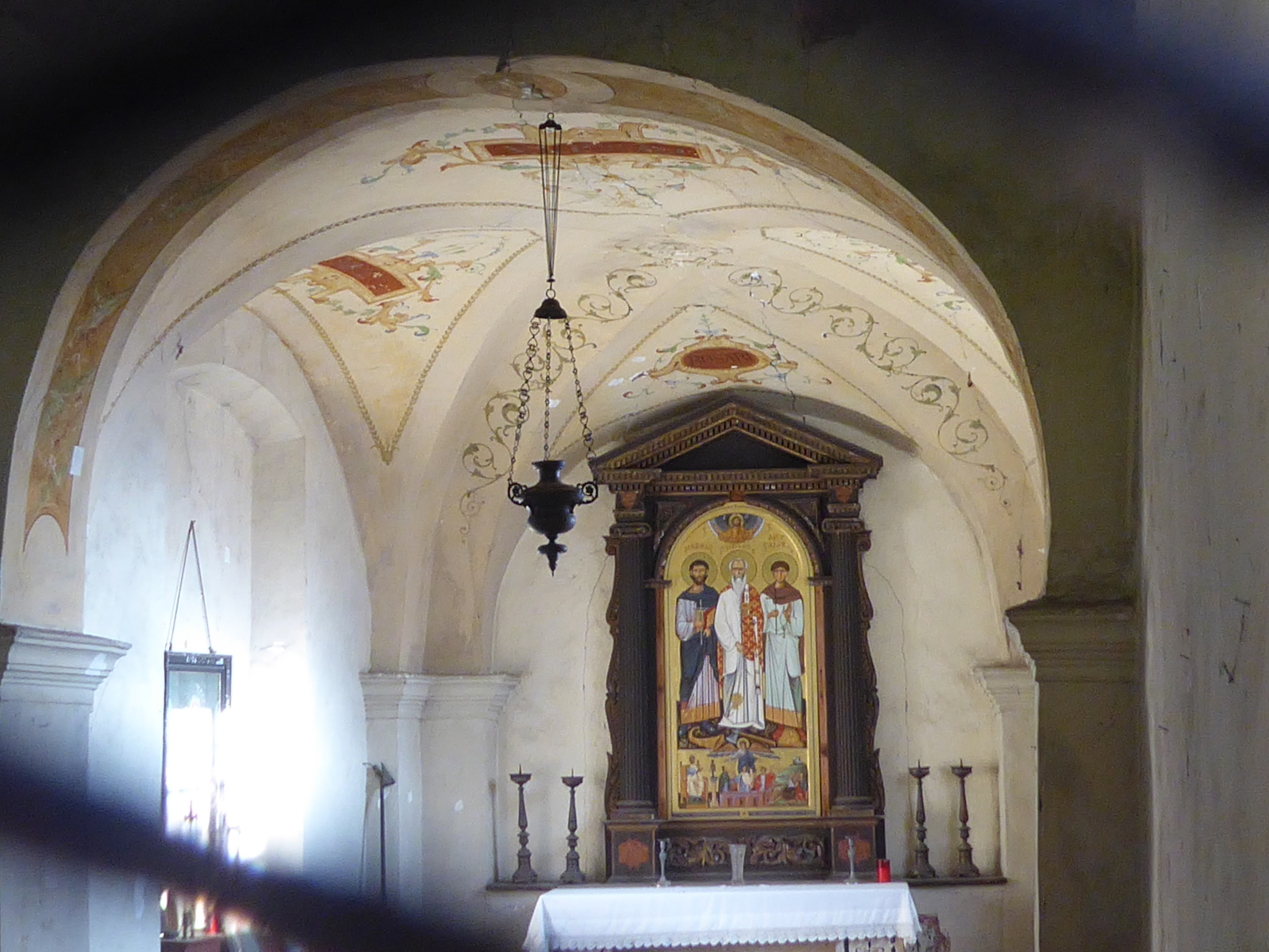
Interno

La chiesa è citata per la prima volta negli atti di una visita pastorale del 1619, e doveva essere di recente costruzione, avvenuta non prima del Seicento; all'epoca era circondata da un camposanto, e probabilmente aveva la facciata decorata. Il cimitero venne dismesso in occasione della peste del 1632, in quanto non sufficiente a contenerne le vittime.
La chiesetta venne ampliata nel 1740 per volontà di don Domenico Grandi, aggiungendo l'odierno presbiterio nonché, probabilmente, il campanile a vela, che era certamente assente fino al 1683. Il terreno intorno alla chiesa venne di nuovo adibito a cimitero durante il colera del 1836, per poi essere nuovamente dismesso verso il 1855.
Nel 1930-32, per volere del parroco don Giuseppe Rippa, vennero eseguiti diversi interventi conservativi e strutturali, e l'interno venne dipinto da Francesco Zorzi; altri restauri sono seguiti nel 1990-99.

## Descrizione

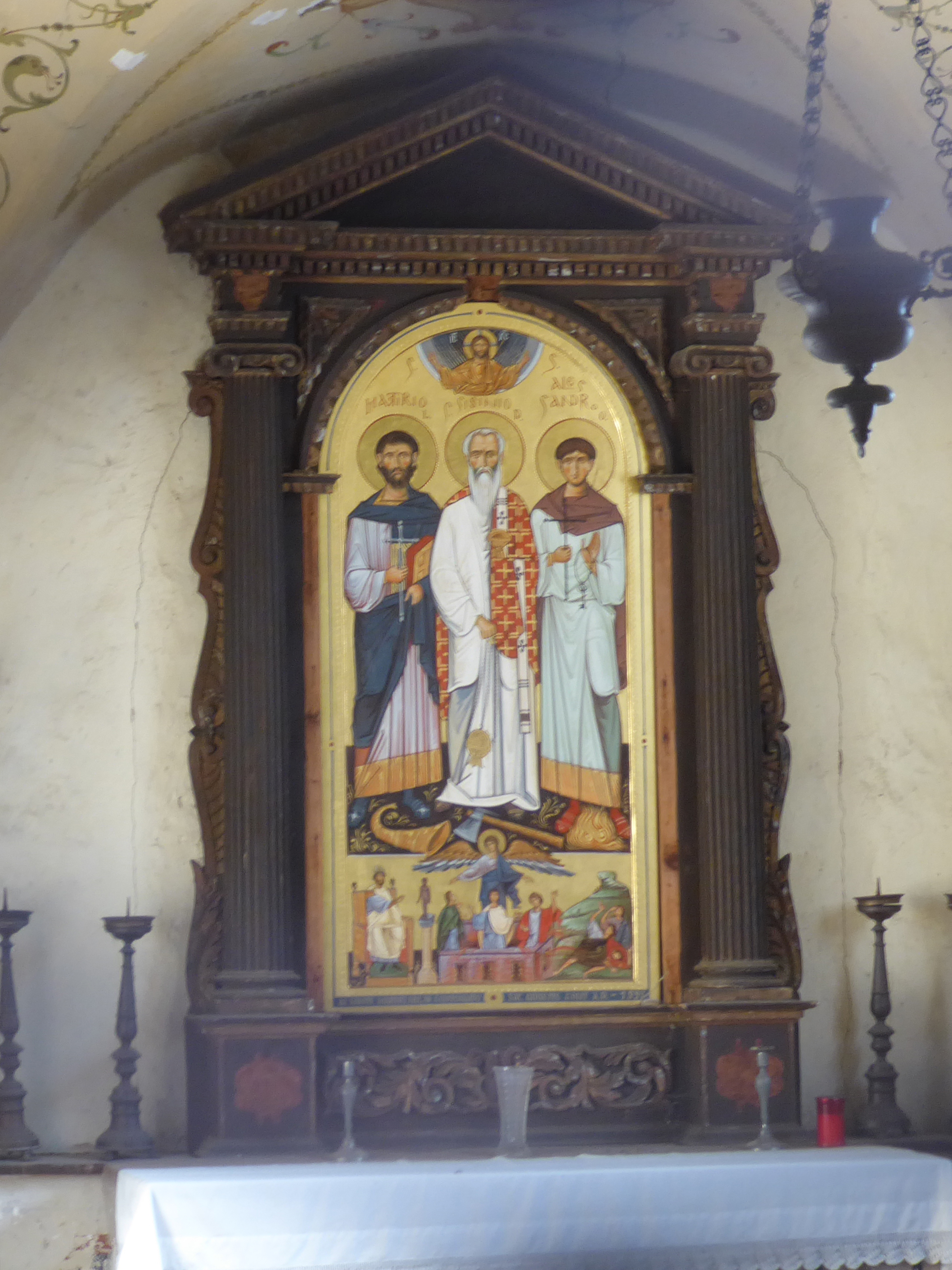
L'altare maggiore con l'icona dei tre santi martiri d'Anaunia

La chiesa si trova in una località isolata, non molto distante dal centro abitato di Pedersano; orientata ad est, è a pianta rettangolare, con asse maggiore longitudinale; nel prato circostante è presente il ceppo di un cedro scolpito con l'immagine della vergine Maria, realizzato nel 2016.

### Esterno
La chiesa si presenta con facciata a capanna, con gli spioventi del tetto molto sporgenti e sostenuti da travi in legno; al centro si apre il portale lapideo architravato, con ai fianchi due finestrelle rettangolari con cornici in pietra e chiuse da grate metalliche. Un'altra finestra analoga è presente sul fianco meridionale del presbiterio. Dal fianco destro della chiesa si innalza, parallelo alla parete, il piccolo campanile a vela, coperto da un tettuccio a spioventi con manto in coppi.

### Interno
L'interno è composto da un'unica navata a pianta rettangolare, coperta da un soffitto a capriate in legno; l'arco santo, poggiante su piedritti con cornice modanata d'imposta a tutto sesto, introduce al presbiterio, anch'esso rettangolare. La volta del presbiterio è a crociera, con lesene angolari con cornice d'imposta, affrescate con un tema a cornici, girali vegetali e cartigli vuoti. È presente un unico altare, realizzato in legno, che ospita una grande icona in stile orientale raffigurante i tre santi martiri d'Anaunia.